# Idactus coquereli
Idactus coquereli là một loài bọ cánh cứng trong họ Cerambycidae.